# Ayça Fidanoğlu
Ayça Fidanoğlu (* 18. Juli 2006) ist eine türkische Leichtathletin, die sich auf den Mittelstreckenlauf spezialisiert hat.

## Sportliche Laufbahn
Erste internationale Erfahrungen sammelte Ayça Fidanoğlu im Jahr 2022, als sie bei den U18-Europameisterschaften in Jerusalem in 4:23,98 min die Silbermedaille im 1500-Meter-Lauf gewann. Kurz darauf siegte sie in 4:21,25 min beim Europäischen Olympischen Jugendfestival (EYOF) in Banská Bystrica und im Dezember belegte sie bei den Crosslauf-Europameisterschaften in Turin mit 13:37 min den siebten Platz im U20-Rennen. Im Jahr darauf gewann sie beim EYOF in Maribor in 4:!7,74 min die Silbermedaille über 1500 Meter. Kurz darauf belegte sie bei den U20-Europameisterschaften in Jerusalem in 4:21,26 min den sechsten Platz. 2025 gewann sie bei den U20-Balkan-Hallenmeisterschaftenin Sofia in 4:27,62 min die Bronzemedaille.
2023 wurde Fidanoğlu türkische Hallenmeisterin im 800- und 1500-Meter-Lauf.

## Persönliche Bestleistungen
- 800 Meter: 2:05,38 min, 27. Mai 2023 in Oordegem
  - 800 Meter (Halle): 2:06,68 min, 15. März 2023 in Istanbul
- 1500 Meter: 4:17,15 min, 20. Mai 2023 in Karlsruhe
  - 1500 Meter (Halle): 4:23,26 min, 14. März 2023 in Istanbul